# Lijst van voetbalinterlands Georgië - Zwitserland
Deze lijst van voetbalinterlands is een overzicht van alle officiële voetbalwedstrijden tussen de nationale teams van Georgië en Zwitserland. De landen speelden tot op heden vier keer tegen elkaar. De eerste ontmoeting, een kwalificatiewedstrijd voor het Europees kampioenschap voetbal 2004, werd gespeeld in Bazel op 8 september 2002. Het laatste duel, een kwalificatiewedstrijd voor het Europees kampioenschap voetbal 2020, vond plaats op 15 november 2019 in Sankt Gallen.

## Wedstrijden
| № | Plaats       | Datum            | Competitie           | Wedstrijd             | Uitslag |
| - | ------------ | ---------------- | -------------------- | --------------------- | ------- |
| 1 | Bazel        | 8 september 2002 | EK 2004 kwalificatie | Zwitserland – Georgië | 4 – 1   |
| 2 | Tbilisi      | 2 april 2003     | EK 2004 kwalificatie | Georgië – Zwitserland | 0 – 0   |
| 3 | Tbilisi      | 23 maart 2019    | EK 2020 kwalificatie | Georgië – Zwitserland | 0 – 2   |
| 4 | Sankt Gallen | 15 november 2019 | EK 2020 kwalificatie | Zwitserland − Georgië | 1 − 0   |

## Samenvatting
| Competitie      | Totaal gespeeld | Winst Georgië | Gelijk | Winst Zwitserland | Doelsaldo Georgië – Zwitserland |
| --------------- | --------------- | ------------- | ------ | ----------------- | ------------------------------- |
| EK-kwalificatie | 4               | 0             | 1      | 3                 | 1 − 7                           |
| Totaal          | 4               | 0             | 1      | 3                 | 1 − 7                           |

## Details

### Eerste ontmoeting
| EK 2004 kwalificatie (Bazel, Zwitserland, Georgië, 8 september 2002 ):                                                                                                  |              | |
| Zwitserland | 4 – 1        | Georgië |
| Alexander Frei 37' Hakan Yakin 63' Patrick Müller 75' Stéphane Chapuisat 83'                                                                                            | goals        | 62' Sjota Arveladze |
| Jakob "Köbi" Kuhn | bondscoach   | Aleksandre Tsjivadze |
| Jörg Stiel Bernt Haas Ludovic Magnin 82' Stéphane Henchoz Murat Yakin Johann Vogel 68' Ricardo Cabanas Patrick Müller Alexander Frei Hakan Yakin 73' Stéphane Chapuisat | opstellingen | David Gvaramadze Levan Kobiasjvili Gela Sjekiladze Kacha Kaladze 46' Edik Sadzjaia Levan Tskitisjvili Georgi Nemsadze Gotsja Dzjamaraoeli Georgi Demetradze 46' Giorgi Kinkladze Sjota Arveladze |
| Fabio Celestini 68' Raphael Wicky 73' Bruno Berner 82' | wissels      | 46' 84' Aleksandre Rechviasjvili 46' Vladimir Boerdoeli 84' Micheil Kavelasjvili |
| Bernt Haas 79' | gele kaarten | 33' Gela Sjekiladze 35' Kacha Kaladze 65' Levan Kobiasjvili 71' Aleksandre Rechviasjvili |

### Tweede ontmoeting
| EK 2004 kwalificatie (Tbilisi, Georgië, 2 april 2003): |              | |
| Georgië | 0 – 0        | Zwitserland |
| | goals        | |
| Aleksandre Tsjivadze | bondscoach   | Jakob "Köbi" Kuhn |
| Georgi Lomaia Otar Chizanisjvili Zoerab Chizanisjvili Aleksandre Rechviasjvili Dato Kvirkvelia Revaz Kemoklidze Georgi Nemsadze 48' Levan Tskitisjvili Aleksander Iasjvili 48' Levan Kobiasjvili Georgi Demetradze 72' | opstellingen | Pascal Zuberbühler Bernt Haas Bruno Berner Patrick Müller Murat Yakin Johann Vogel 67' Ricardo Cabanas Raphael Wicky 59' Alexander Frei 90' Hakan Yakin Stéphane Chapuisat |
| Givi Didava 48' Sjota Arveladze 48' Micheil Asjvetia 72' | wissels      | 59' Fabio Celestini 67' Mario Cantaluppi 90' Léonard Turre |
| Aleksandre Rechviasjvili 17' Levan Kobiasjvili 75' Micheil Asjvetia 83' | gele kaarten | 4' Stéphane Chapuisat |

GFF · A-internationals · Bondscoaches · Statistieken · Georgisch vrouwenelftal · Georgië U21 · Georgië U20 · Georgië U19 · Georgië U18 · Georgië U17 · Georgië U16
1990 – 1999 ·
2000 – 2009 ·
2010 – 2019 ·
2020 − 2029
1990 · 
1991 · 
1992 · 
1993 · 
1994 · 
1995 · 
1996 · 
1997 · 
1998 · 
1999 · 
2000 · 
2001 · 
2002 · 
2003 · 
2004 · 
2005 · 
2006 · 
2007 · 
2008 · 
2009 · 
2010 · 
2011 · 
2012 · 
2013 · 
2014 · 
2015 ·
2016 ·
2017 ·
2018 ·
2019 ·
2020 ·
2021 ·
2022 ·
2023 ·
2024
Albanië ·
Andorra ·
Armenië ·
Azerbeidzjan ·
Bosnië en Herzegovina ·
Bulgarije ·
Cyprus ·
Denemarken ·
Duitsland ·
Egypte ·
Engeland ·
Estland ·
Faeröer ·
Finland ·
Frankrijk ·
Gibraltar ·
Griekenland ·
Hongarije ·
Ierland ·
IJsland ·
Iran ·
Israël ·
Italië ·
Jordanië ·
Kameroen ·
Kazachstan ·
Kosovo ·
Kroatië ·
Letland ·
Libanon ·
Liechtenstein ·
Litouwen ·
Luxemburg ·
Malta ·
Marokko ·
Moldavië ·
Mongolië ·
Montenegro · 
Nederland ·
Nieuw-Zeeland ·
Nigeria ·
Noord-Ierland ·
Noord-Macedonië ·
Noorwegen ·
Oekraïne ·
Oezbekistan ·
Oostenrijk ·
Paraguay ·
Polen ·
Portugal ·
Qatar ·
Roemenië ·
Rusland ·
Saint Kitts en Nevis ·
Saoedi-Arabië ·
Schotland ·
Servië ·
Slovenië ·
Slowakije ·
Spanje ·
Thailand ·
Tsjechië ·
Tunesië ·
Turkije ·
Uruguay ·
Verenigde Arabische Emiraten ·
Wales ·
Wit-Rusland ·
Zuid-Afrika ·
Zuid-Korea ·
Zweden ·
Zwitserland
SFV · A-internationals · Selecties · Bondscoaches · Zwitsers vrouwenelftal · Olympisch elftal · Zwitserland U21 · Zwitserland U19 · Zwitserland U18 · Zwitserland U17 · Zwitserland U16 · Vrouwen U17
1905 – 1919 · 
1920 – 1929 · 
1930 – 1939 · 
1940 – 1949 · 
1950 – 1959 · 
1960 – 1969 · 
1970 – 1979 · 
1980 – 1989 · 
1990 – 1999 · 
2000 – 2009 · 
2010 – 2019 · 
2020 – 2029
EK's: 1996 · 
2004 · 
2008 · 
2016 · 
2020 · 
2024
WK's: 1934 · 
1938 · 
1950 · 
1954 · 
1962 · 
1966 · 
1994 · 
2006 · 
2010 · 
2014 · 
2018 · 
2022
OS: 1924 · 
1928 · 
2012
1905 · 
1906 · 1907 · 
1908 · 
1909 · 
1910 · 
1911 · 
1912 · 
1913 · 
1914 · 
1915 · 
1916 · 
1917 · 
1918 · 
1919 · 
1920 · 
1921 · 
1922 · 
1923 · 
1924 · 
1925 · 
1926 · 
1927 · 
1928 · 
1929 · 
1930 · 
1931 · 
1932 · 
1933 · 
1934 · 
1935 · 
1936 · 
1937 · 
1938 · 
1939 · 
1940 · 
1941 · 
1942 · 
1943 · 
1944 · 
1945 · 
1946 · 
1947 · 
1948 · 
1949 · 
1950 · 
1952 ·
1952 · 
1953 · 
1954 · 
1955 · 
1956 · 
1957 · 
1958 · 
1959 · 
1960 · 
1961 · 
1962 · 
1963 · 
1964 · 
1965 · 
1966 · 
1967 · 
1968 · 
1969 · 
1970 · 
1971 · 
1972 · 
1973 · 
1974 · 
1975 · 
1976 · 
1977 ·
1978 · 
1979 · 
1980 · 
1981 · 
1982 · 
1983 · 
1984 · 
1985 · 
1986 · 
1987 · 
1988 · 
1989 · 
1990 ·
1991 · 
1992 · 
1993 · 
1994 ·
1995 · 
1996 · 
1997 · 
1998 · 
1999 · 
2000 · 
2001 · 
2002 · 
2003 · 
2004 · 
2005 · 
2006 · 
2007 · 
2008 · 
2009 · 
2010 · 
2011 · 
2012 · 
2013 ·
2014 ·
2015 ·
2016 ·
2017 ·
2018 ·
2019 ·
2020 ·
2021 ·
2022
Albanië ·
Algerije · 
Andorra · 
Argentinië ·
Australië ·
Azerbeidzjan ·
België ·
Bolivia ·
Bosnië en Herzegovina ·
Brazilië ·
Bulgarije ·
Canada ·
Chili ·
China ·
Colombia ·
Costa Rica ·
Cyprus ·
Denemarken ·
DDR ·
Duitsland ·
Ecuador ·
Egypte ·
Engeland · 
Estland ·
Faeröer ·
Finland ·
Frankrijk ·
Georgië ·
Ghana ·
Gibraltar ·
Griekenland ·
Honduras ·
Hongarije ·
Hongkong ·
Ierland ·
IJsland ·
Israël ·
Italië ·
Ivoorkust ·
Jamaica ·
Japan ·
Joegoslavië ·
Kameroen ·
Kenia ·
Kosovo ·
Kroatië ·
Letland ·
Liechtenstein ·
Litouwen ·
Luxemburg ·
Malta ·
Marokko ·
Mexico ·
Moldavië ·
Montenegro ·
Nederland ·
Nigeria ·
Noord-Ierland ·
Noorwegen ·
Oekraïne ·
Oman ·
Oostenrijk ·
Panama ·
Peru ·
Polen ·
Portugal ·
Qatar ·
Roemenië ·
Rusland ·
Saarland ·
San Marino ·
Schotland ·
Servië ·
Slovenië ·
Slowakije ·
Sovjet-Unie · 
Spanje ·
Togo ·
Tsjechië ·
Tsjecho-Slowakije ·
Tunesië ·
Turkije ·
Uruguay ·
Venezuela ·
VA Emiraten ·
Verenigde Staten ·
Wales ·
Wit-Rusland ·
Zimbabwe ·
Zuid-Korea ·
Zweden
Albanië (2016) ·
Argentinië (2014) ·
Brazilië (2018) ·
Chili (2010) ·
Costa Rica (2018) ·
Ecuador (2014) ·
Frankrijk (2006) ·
Frankrijk (2014) ·
Frankrijk (2016) ·
Frankrijk (2021) ·
Honduras (2010) · 
Honduras (2014) · 
Italië (2021) · 
Oekraïne (2006) ·
Portugal (2008)  · 
Portugal (2022) · 
Roemenië (2016) · 
Servië (2018) ·
Spanje (2010) ·
Spanje (2021) ·
Togo (2006) ·
Tsjechië (2008) ·
Turkije (2008) ·
Turkije (2021) ·
Wales (2021) ·
Zuid-Korea (2006) ·
Zweden (2018)